# Bojan Lazić
Bojan Lazić, slovenski košarkaški trener, * 29. oktober 1979.

## Trenerska kariera
Začel je z vodenjem treningom pri mlajših kategorijah Olimpije in Slovana. Od 2001 do 2004 je deloval kot pomočnik trenerju Sunari in Zdovcu pri Slovanu. Po odhodu Zdovca je 27. decembra 2004 začasno postal glavni trener. Slovan je vodil na devetih kolih Jadranske lige in dosegel tri zmage. Po porazu proti Širokem je odstopil 13. marca 2005 (nasledil Martič).
Naslednji dve sezoni je bil glavni trener v prvi ligi. Sezono 2005-06 pri sežanski ekipi Kraški zidar-Jadran kras, ki jo je vodil do 10. mesta in 2006-07 pri Elektri Šoštanj. Elektra je dosegla skupno 5. mesto v ligi in za las ostala brez končnice (z Zlatorogom enako število zmag in porazov 8:6).
Poleti 2007 se priključi kot asistent Bečiroviču pri Union Olimpiji (takrat igrala v Evroligi). Po odhodu Bečiroviča ostaja pomočnik tudi Džikiću. Med 2009 in 2013 je delal kot pomočnik. Od 2009 do 2011 s Mihajlom Uvalinom v ukrajinski ekipi Politihnika Lvov in srbskem velikanu Crveni zvezdi. 2010-11 dela pri drugem velikanu srbske košarke, Partizanu, kjer asistira Vladu Jovanoviću. Z njim dela tudi v BK Donec'k, kjer ga skupaj z Jovanovićom kmalu odpustijo.
Februrja 2013 ga zaposli Rogaška Crystal , kjer ostane do konca sezone, Rogaška pa zasede 7. mesto v ligi. Sezono 2013-14 vodi kuvajtski klub Al Kuwait. Sodeluje z Markom Miličem, na koncu sezone pa osvoji naslov državnega prvaka.
Sezono 2016-17 prvič dela v ženski košarki. Postane glavni trener ekipe ŽKK Kranj. Ekipa v slovenski ligi in pokalu izgubi v finalu, v ligi WABA pa 6.mesto. 
Junija 2017 znova pri Al Kuwaitu.
20. novembra 2019 prevzame Terme Olimia Podčetrtek v prvi slovenski ligi.

### Reprezentanca
Od 2005 do 2007 v štabu moške reprezentace do 20 let (na EP 2007 v Gorici asistent Aliloviću). Poleti 2010 asistira Bečiroviču na Svetovnem prvenstvu. Dela tudi v strokovnem štabu črnogorske reprezantance na Eurobasketu 2013.